# Sciomyza pulchra
Sciomyza pulchra är en tvåvingeart som beskrevs av Roller 1996. Sciomyza pulchra ingår i släktet Sciomyza och familjen kärrflugor.
Artens utbredningsområde är Slovakien. Inga underarter finns listade i Catalogue of Life.